# Audrey Benoît
Audrey Benoît, née en 1969 à Montréal, est une femme de lettres québécoise. Après une carrière dans le mannequinat à New York, elle est l'une des marraines de la marche Du pain et des roses. Elle publie en 1998 son premier roman, Sylvie. Il est suivi d'un second volet, Nous étions sept, en 2000, puis du Lendemain du quatrième soir, en 2005 chez Lanctôt Éditeur et chez Flammarion en 2008.
Elle est également directrice artistique et représentante de l'Opération Pamplemousse, une initiative visant à sensibiliser les problèmes de santé mentale et psychologique au Québec à travers la publication d'albums musicaux.
En 2011, elle lance la première plateforme de sociofinancement au Québec, haricot.ca.